# XXXTentacion
Jahseh Dwayne Ricardo Onfroy (Plantation, Florida, 23 de gener de 1998 – Deerfield Beach, Florida, 4 de gener de 2018) més conegut com a XXXTentacion, va ser un raper, cantant i compositor estatunidenc.
El 18 de juny de 2018, Onfroy va ser assassinat a trets amb 20 anys en un robatori davant d'un concessionari de motocicletes a Deerfield Beach, Florida. Els atacants van fugir de l'escena en un SUV després de robar una bossa d'Onfroy; quatre sospitosos van ser arrestats i estan pendents de judici.
Onfroy va ser acusat falsament per la seva parella Ayala al 2016, anys després Ayala va confessar que les ferides eran fetes per una baralla amb unes noies, Onfroy va asumir les conseqüències perquè Ayala anava amb problemes judicials, Onfroy ho va fer per amor i va acabar a presó pero això.

## Biografia
Onfroy va néixer el 23 de gener de 1998 a Plantation, Florida, de pares jamaicans, Dwayne Ricardo Onfroy i Cleopatra Bernard, tenia dos germans i un germanastre per part de pare, tot i que a causa de la mala situació financera de la seva mare, va ser criat principalment per la seva àvia Tiffany Rodes, a Pompano Beach i Lauderhill, Florida. Quan Onfroy tenia sis anys, va apunyalar un home que intentava atacar a la seva mare, més tard va ser ingressat en un programa juvenil abans de ser obligat a viure amb la seva àvia.
L'interès d'Onfroy per la música va començar després que la seva tia el va convèncer de començar a assistir al cor de l'escola i més tard al cor de l'església. Aviat el van fer fora del cor de l'escola, després d'atacar un altre estudiant. Onfroy va ser expulsat de l'escola secundària després d'una sèrie d'altercats. Posteriorment, la seva mare el va inscriure als Ministeris de Família de Sheridan House per més de sis mesos. Onfroy va començar a escoltar nu metal, hard rock i rap durant la seva estada a Sheridan House Family Ministries, el que el va portar a intentar aprendre a tocar el piano i la guitarra. Onfroy va assistir a la Piper High School fins al desè grau. Ell es descrivia a si mateix com un «inadaptat» durant aquest temps, comentant com de tranquil se sentia tot i la seva popularitat i que participava regularment en baralles.
Onfroy tenia dues germanastres: una germana gran anomenada Arianna i un germà petit anomenat Aiden. Onfroy vivia a Florida, havia conviscut amb el raper Denzel Curry i el productor Ronny J. Abans de la seva mort, Onfroy es va mudar a una mansió de 6.000 peus quadrats (560 m 2) a Parkland, Florida, que va comprar, en novembre de 2017, per US $ 1,4 milions. El febrer de 2018, Onfroy va publicar a Instagram que estava preparant-se per tornar a l'escola i el març de 2018 va anunciar que anava a un col·legi comunitari per obtenir el seu GED. Onfroy va ser públic sobre la seva lluita contra la depressió.
Abans de la seva mort, Onfroy va entrar en relació amb Jenesis Sánchez. Tres dies després de la seva mort, la mare d'Onfroy va anunciar en Instagram que Sánchez està embarassada del seu fill. L'ecografia del bebè va confirmar que s'esperaria per a novembre o desembre de 2018 i la data de venciment es confirmaria més tard com el 28 de gener de 2019. Es va confirmar que el bebè era un nen el 22 d'agost de 2018, i la seva família havien confirmat que Onfroy desitjava cridar al seu fill "Gekyume" després d'unes paraules que el seu pare es va inventar que significaven "un univers diferent".

## Mort
El 18 de juny de 2018, quan preparava una obra de caritat per a aquella setmana, Xxxtentacion va quedar amb Lil Tay per recollir-la a l'aeroport, quan a última hora ella va dir que no. Va canviar els seus plans i va anar a un concessionari de motos a Deerfield Beach, en sortir d'allà dos assaltants li van disparar des d'un SUV de color fosc en un aparent robatori. Les autoritats creuen que hi havia fins a tres actuacions seguint a Onfroy abans d'ingressar al concessionari RIVA Motorsports. Testimonis van informar la policia que els sospitosos van agafar una bossa Louis Vuitton del vehicle de la víctima. el tiroteig va ocórrer a l'est de la ciutat de Parkland; els sospitosos van fugir de l'escena. El Departament de Bombers del Comtat de Broward el va portar ràpidament a Broward Health North. Inicialment, es va informar que Onfroy es trobava en estat crític després del tiroteig, i l'Oficina del Sheriff del comtat de Broward va confirmar posteriorment la seva mort.
El sospitós Dedrick Devonshay Williams de Pompano Beach va ser arrestat dos dies més tard, poc abans de les 7 pm, acusat d'assassinat en primer grau sense premeditació. En les setmanes següents, tres persones més van ser arrestades per la seva directa participació en l'assassinat.

## Carrera
Onfroy va pujar la seva primera cançó com XXXTentacion al seu compte de SoundCloud el 2014. La cançó no s'ha trobat però es rumoreja que el títol era "News / Flock", la cançó però va ser eliminada i segons va dir en una entrevista, estava en un mac que tenia la seva mare. Abans de la seva mort, Onfroy continuava pujant petites parts de cançons, «snippets», que pensava llençar aviat o romanen inèdites. Onfroy també va llançar dos àlbums el 2015 en col·laboració amb Ski Mask the Slump God, els quals va nomenar Members Only, Vol. 1 i Members Only, Vol. 2, respectivament. El 2016, va llançar l'EP Willy Wonka Was a Child Murderer, inspirat fortament en gèneres musicals com el heavy metal i l'indie.
El seu primer èxit mundial va ser «Look At Me!», el qual va ser originalment llençat el 2015 i rellançat el 2017, quedant en la posició número 34 en els Billboard Hot 100 dels Estats Units i en el Top 40 de Canadian Hot 100.
Després de sortir de la presó, Onfroy va publicar tres cançons en el seu compte de SoundCloud l'abril del 2017. El seu primer projecte comercial, Revenge, és un mixtape de vuit cançons, el qual en conté algunes que va publicar prèviament. Es va publicar el maig del 2017, però va ser posteriorment eliminat per causes desconegudes.
El seu primer àlbum 17 va ser publicat el 25 d'agost del 2017 i va ser un projecte dedicat a les actituds depressives, incloent-hi cançons amb esdeveniments de la seva vida personal. La cançó amb major èxit de l'àlbum va ser «Jocelyn Flores».
El 16 de març del 2018, Onfroy publica el seu nou àlbum?, el qual va arribar al lloc número 1 en el Billboard 200 i al Billbord R & B / HH.

## Estil musical
Les influències d'Onfroy són Kurt Cobain, Tupac Shakur, Cage the Elephant, The Fray, Papa/Papa Roach, Three Days Grace, Gorillaz i Coldplay. En parlar sobre les seves influències, X va dir: «Realment m'agraden diversos gèneres que no només es basen en el rap. M'inspiren més els artistes d'altres gèneres a més del rap». Onfroy com a artista ha estat definit com a versàtil i la seva música ha estat descrita com una estètica «el-fi», sent diversa i experimental, influenciada pel heavy metal. La seva música també té la tendència a contenir baixos distorsionats. Alguns fanàtics també han notat que la seva música ha inspirat a molts artistes prometedors, com Craig Xen, Lil Pump, Trippie Redd, Karami, Ski Mask The Slump God, i Smokepurpp.
Onfroy generalment canvia el seu estil vocal segons el tipus de cançó en la qual estigui actuant. El seu estil vocal ha estat descrit com una mostra de «vulnerabilitat emocional» en pistes molt més depriments i com a crits replicants en pistes molt més agressives. La seva música ha estat descrita com a extravagant i impactant, en algunes cançons es refereix a «violència, sexe o orgues sexuals i les drogues», encara que, en alguns projectes com 17, la composició d'Onfroy és més emocional en comparació de les seves anteriors cançons, que sovint es refereix a la solitud, a la depressió, a l'aïllament i a l'ansietat.

## Imatge pública i disputes[calcitació]
En general, es va considerar que Onfroy era una figura controvertida dins de la indústria del hip-hop a causa de l'agressió dels fanàtics, pelegrins públics amb altres artistes i escàndols generals a les xarxes socials. Spin va etiquetar a Onfroy com "l'home més polèmic del rap" i XXL el va etiquetar com el seu "estudiant de primer any més polèmic". El 24 d'agost de 2017, un dia abans del llançament del seu disc debut, 17, Onfroy va pujar un vídeo a la plataforma de xarxes socials Instagram d'ell, en el qual es va descriure un acte de suïcidi. Més tard, va pujar un vídeo a Instagram mostrant el vídeo que es va filmar en part d'un vídeo musical. Onfroy va pujar un vídeo musical a YouTube per la seva cançó "Riot" després de compartir un vídeo musical per a ell el 12 de setembre de 2017. La controvertida escena el retrata col·locant una roda al voltant del coll d'un nen blanc i després penjant (representant un lynching). Originalment, la mare de la nena estava ansiosa per la seva escena, però va dir que estava bé amb el missatge que estava mostrant. En parlant en Instagram Live, li va dir als seus seguidors que el vídeo no recolzava a Black Lives Matter ni abordava la brutalitat policíaca, sinó que recolzava a All Lives Matter. Onfroy va anunciar que es retiraria de la producció de música el 27 d'octubre de 2017. Onfroy després va dir, utilitzant la funció de la història d'Instagram, que tornaria a fer música si el raper de South Floridan, col·laborador freqüent i "millor" amic "Màscara d'esquí el déu esclat que es convertiria el seu amic una vegada més, dient-li als seus seguidors que publiquen" Sé amic de X altra vegada "en les comptes de les xarxes socials de Ski Mask. La publicació va portar a un intercanvi de xarxes socials entre els dos, amb Onfroy explicant el seu costat utilitzant la funció d'Instagram Live en Instagram: ask va respondre poc després, usant la funció d'història d'Instagram, 
"[sempre] estimaré a aquest nigga d'aspecte estrany anomenat XXX, però he de distanciar-me perquè és com si ningú em veiés com un raper individual si no ho faig, més d'això, aquest nigga boig com l'infern"
, Ski Mask després va publicar una versió molt més intensa de la història, al·legant que Onfroy amenaçava a la seva família. El 8 de desembre de 2017, Onfroy va escriure a Instagram, "no et preocupis pel que vas dir sobre mi, saps qui et va donar suport, t'estimo, per sempre", referint-se a Ski Mask the Slump God. Més tard, durant Rolling Loud a Miami el 2018, es van reunir, acabant l'enemistat. Després d'un rumor que Onfroy va ser arrestat a Las Vegas, Houston, el raper Ugly God tuitejar "Free X", cosa que va provocar una forta resposta d'Onfroy que va presentar a Onfroy insultant Ugly God. Déu lleig més tard va aclarir que no hi havia disputa entre ells. El raper canadenc Drake va mostrar una nova cançó, titulada "KMT", el 28 de gener de 2017. La cançó, després de la seva vista prèvia, va ser comparada pels usuaris en les xarxes socials amb la cançó "Look at Em" d'Onfroy causa de l'ús d'un triplet similar - flux de gran quantitat. Abans del llançament de KMT, HotNewHipHop va revelar que Drake va seguir el compte d'Onfroy a Twitter. En una entrevista amb XXL, Onfroy va ser interrogat sobre les comparacions de Drake, responent 
"Si Drake va a prendre el flux, i no sé si ho va fer legítimament, però si aquesta és la situació, almenys adreceu-vos a un nigga, ajuda a un nigga en aquesta situació".
Drake va llançar el mixtape More Life el 18 de març de 2017, que incloïa "KMT". Onfroy va sortir de la presó en llibertat condicional dues setmanes després i va ser entrevistat posteriorment per WMIB, on va cridar a Drake una "gossa" i va dir que respectava la influència de Drake però que sentia que "KMT" li estava faltant el respecte. L'endemà a Twitter, Onfroy va publicar una foto de la mare de Drake dient "ella podria entendre-ho". Després va publicar una foto de la mare de Drake i una versió infantil de Drake amb la cara d'Onfroy fotografiada sobre la del pare de Drake, Dennis Graham. Més tard, en una entrevista amb DJ Semtex., Drake va negar les acusacions que va robar el "flux" d'Onfroy. Drake també va negar conèixer-lo i va dir que només havia sentit parlar d'ell pel que fa als rumors que circulaven després del fragment "KMT". Onfroy va respondre a la seva pàgina de Twitter sol·licitant que Drake "vingués a Florida", després que Onfroy digués que no "twitterará amb niggas". El raper compensat del grup de hip-hop Migos va usar la funció de transmissió en viu d'Instagram per atacar verbalment Onfroy, augmentant encara més la disputa. 600Breezy, un raper de Chicago (que actualment es troba a la presó per violar la seva llibertat condicional), després va afirmar que Drake li va donar permís per entrar a la disputa i atacar Onfroy. 600Breezy li va dir a Onfroy que ell "té un parell de niggas que et deixaran en la teva pròpia ciutat". 600Breezy més tard va anar a Florida per intentar buscar-ho, encara que va ser infructuós.
El 14 de novembre, Onfroy va publicar en la seva història d'Instagram acusant el grup de rap Migos d'atacar i apuntar-ho amb una arma de foc a causa dels seus problemes anteriors amb Drake. El servei de transmissió de música Spotify va anunciar el 10 de maig de 2018 que deixaria de promoure o recomanar música d'ell i de l'artista de R & B R. Kelly. Spotify va declarar: "No censurem el contingut a causa del comportament d'un artista o creador, però volem que les nostres decisions editorials, el que decidim programar, reflecteixin els nostres valors". La decisió d'eliminar la música d'Onfroy de les llistes de reproducció curades es va revertir més tard l'1 de juny després que el CEO de Top Dawg Entertainment, Anthony Tiffith, amenacés d'eliminar la música del seu segell del servei.

## Premis i nominacions

### Premis Billboard
| Any  | Nominat      | Categoria                 | Resultat  |        |
| ---- | ------------ | ------------------------- | --------- | ------ |
| 2018 | XXXTentacion | New Artist of the Year    | Nominat   | [ 46 ] |
| 2018 | 17           | Favorite Album – Soul/R&B | Guanyador | [ 47 ] |

### BET Hip-Hop Awards
| Any  | Nominat      | Categoria               | Resultat  |        |
| ---- | ------------ | ----------------------- | --------- | ------ |
| 2018 | XXXTentacion | Best New Hip Hop Artist | Guanyador | [ 48 ] |

### Billboard Music Awards
| Any  | Nominat | Categoria     | Resultat |        |
| ---- | ------- | ------------- | -------- | ------ |
| 2018 | 17      | Top R&B Album | Nominat  | [ 49 ] |

## Discografia
Àlbums d'estudi
- 2017: 17
- 2018: ?
- 2018: skins

Mixtapes comercials
- 2017: Revenge